# Finale Kupa prvaka 1957.
Finale Kupa prvaka 1957. je bilo drugo finale Kupa prvaka, danas zvana UEFA Liga prvaka. U finalu su igrali španjolski Real Madrid C.F. (po drugi put) i talijanska ACF Fiorentina. Finale je odigrano 30. svibnja 1957. na stadionu Santiago Bernabéu u Madridu. Drugi put zaredom, pobijedio je Real Madrid rezultatom 2:0 golovima Alfreda Di Stéfana i Francisca Genta.

## Susret
| 30. svibnja 1957.        |     |                |                                                                                |
| Real Madrid              | 2:0 | ACF Fiorentina | Santiago Bernabéu, Madrid Broj gledatelja: 120,000 Sudac: Leopold Sylvain Horn |
| Di Stéfano 70' Gento 76' |     |                | Santiago Bernabéu, Madrid Broj gledatelja: 120,000 Sudac: Leopold Sylvain Horn |

| Real Madrid | ACF Fiorentina |

| REAL MADRID:    |    |                    |
|                 |    |                    |
| VRA             | 1  | Juan Alonso        |
| BRA             | 2  | Manuel Torres      |
| BRA             | 3  | Marquitos          |
| BRA             | 4  | Rafael Lesmes      |
| BRA             | 5  | Miguel Muñoz       |
| VEZ             | 6  | José María Zárraga |
| VEZ             | 7  | Raymond Kopa       |
| VEZ             | 8  | Enrique Mateos     |
| VEZ             | 9  | Alfredo Di Stéfano |
| NAP             | 10 | Héctor Rial        |
| NAP             | 11 | Francisco Gento    |
| Trener:         |    |                    |
| José Villalonga |    |                    |

| ACF FIORENTINA:   |    |                  |
|                   |    |                  |
| VRA               | 1  | Giuliano Sarti   |
| BRA               | 2  | Ardico Magnini   |
| BRA               | 3  | Alberto Orzan    |
| BRA               | 4  | Sergio Cervato   |
| BRA               | 5  | Scaramucci       |
| VEZ               | 6  | Armando Segato   |
| VEZ               | 7  | Julinho          |
| VEZ               | 8  | Guido Gratton    |
| VEZ               | 9  | Giuseppe Virgili |
| NAP               | 10 | Miguel Montuori  |
| NAP               | 11 | Bizzarri         |
| Trener:           |    |                  |
| Fulvio Bernardini |    |                  |

| Finala Kupa prvaka i UEFA Lige prvaka | Finala Kupa prvaka i UEFA Lige prvaka |
| ------------------------------------- | --- |
|                                       | |
| Kup prvaka                            | 1956. • 1957. • 1958. • 1959. • 1960. • 1961. • 1962. • 1963. • 1964. • 1965. • 1966. • 1967. • 1968. • 1969. • 1970. • 1971. • 1972. • 1973. • 1974. • 1975. • 1976. • 1977. • 1978. • 1979. • 1980. • 1981. • 1982. • 1983. • 1984. • 1985. • 1986. • 1987. • 1988. • 1989. • 1990. • 1991. • 1992. |
|                                       | |
| Liga prvaka                           | 1993. • 1994. • 1995. • 1996. • 1997. • 1998. • 1999. • 2000. • 2001. • 2002. • 2003. • 2004. • 2005. • 2006. • 2007. • 2008. • 2009. • 2010. • 2011. • 2012. • 2013. • 2014. • 2015. • 2016. • 2017. • 2018. • 2019. • 2020. • 2021. • 2022. • 2023. • 2024.                                         |

| Finala Kupa prvaka i UEFA Lige prvaka | Finala Kupa prvaka i UEFA Lige prvaka |
| ------------------------------------- | --- |
|                                       | |
| Kup prvaka                            | 1956. • 1957. • 1958. • 1959. • 1960. • 1961. • 1962. • 1963. • 1964. • 1965. • 1966. • 1967. • 1968. • 1969. • 1970. • 1971. • 1972. • 1973. • 1974. • 1975. • 1976. • 1977. • 1978. • 1979. • 1980. • 1981. • 1982. • 1983. • 1984. • 1985. • 1986. • 1987. • 1988. • 1989. • 1990. • 1991. • 1992. |
|                                       | |
| Liga prvaka                           | 1993. • 1994. • 1995. • 1996. • 1997. • 1998. • 1999. • 2000. • 2001. • 2002. • 2003. • 2004. • 2005. • 2006. • 2007. • 2008. • 2009. • 2010. • 2011. • 2012. • 2013. • 2014. • 2015. • 2016. • 2017. • 2018. • 2019. • 2020. • 2021. • 2022. • 2023. • 2024.                                         |